# Разрешение септаккордов
Разрешение септаккорда в наиболее общем смысле представляет собой прямой или опосредованный (в ходе секвенции) переход данного септаккорда в консонантное (то есть большое или малое) трезвучие.

## Общие положения
В тональной гармонии септаккорды всегда являются неустойчивыми диссонантными созвучиями, требующими разрешения. Это обусловлено двумя факторами: образованием в септаккорде интервала септимы или (в обращениях) секунды и неизбежным присутствием хотя бы одной неустойчивой ступени (так как сам тональный центр (тоника) содержит в себе лишь три звука).  
Важнейший для мажорно-минорной системы оборот — разрешение доминантсептаккорда — является прообразом для перевода других септаккордов в трезвучия. Такое разрешение относится к группе автентических и его преобладание в музыке связано с происхождением септаккорда от проходящей септимы. Общий признак всех автентических разрешений — плавное нисходящее движение септимового тона. 
Другой гармонический оборот — разрешение септаккорда II ступени (главного септаккорда субдоминантовой функции), но не через аккорд доминантовой группы, а напрямую в тонику — являет принцип разрешения плагального, при котором септимовый звук остаётся на месте. 
Автентическими являются разрешения септаккорда в трезвучия, лежащие квартой выше, секундой выше и терцией ниже; плагальными — квинтой выше и секундой ниже. В трезвучие, лежащее терцией выше, как и в трезвучие, находящееся в основании, септаккорд обычно не разрешается, поскольку оно входит в его состав и переход в него не даёт нового качества. 
Разрешаясь, септаккорд может гармонически соединяться с другими септаккордами, образуя секвенционный ряд, в котором септима сдвигается плавно вниз. Одновременно с этим возможно смещение и других аккордовых тонов в порядке уменьшения ширины соответствующего им интервала. Таким образом, в гармонической последовательности типа септаккорд — квинтсекстаккорд — терцквартаккорд — секундаккорд — септаккорд, где крайние аккорды отстоят друг от друга на секунду, возможны пропуски созвучий, порождающие соединения типа септаккорд — терцквартаккорд и другие. В современной музыке также возможно движение параллельными септаккордами и их обращениями, то есть сдвиг всех аккордовых тонов одновременно.   

## Комментарии
1. ↑  То есть одновременное движение септимы и квинты или септимы, квинты и терции. В гармонии современной музыки также возможно одновременное движение всех аккордовых тонов[7].